# Markus Ewald

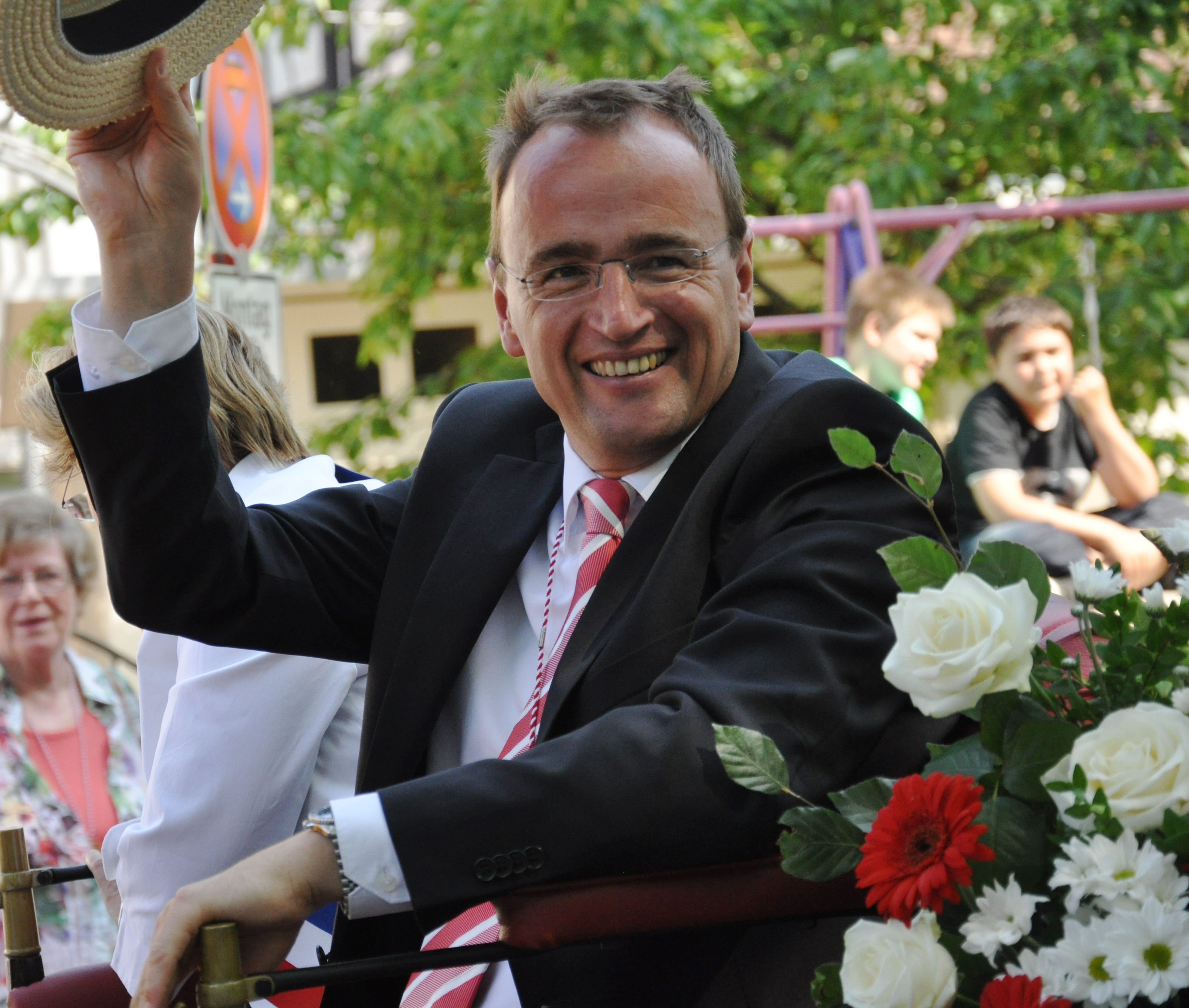
Markus Ewald beim Welfenfest in Weingarten, Juli 2013

Markus Ewald (* 20. Juni 1964 in Villingen) ist ein deutscher Kommunalpolitiker. Er war von 2008 bis 2022 Oberbürgermeister der Stadt Weingarten. Zuvor war er von 2004 bis 2008 Bürgermeister von Bad Urach.

## Leben
Markus Ewald, Sohn des Verwaltungsbeamten Falko Ewald (von 1995 bis 2001 Baudezernent in Weingarten), wuchs in Bad Urach auf und studierte nach Abitur und Wehrdienst Betriebswirtschaftslehre in Reutlingen und Reims. Ewald war danach bei der Treuhandanstalt in Berlin, bei der Lufthansa und bei ABB tätig.
Im Jahr 2004 bewarb er sich – gegen den wiederkandidierenden Amtsinhaber – für das Bürgermeisteramt seiner Heimatstadt Bad Urach und wurde im ersten Wahlgang mit 56,8 % der Stimmen für acht Jahre zum Bürgermeister gewählt. Das Amt übte er vier Jahre lang aus, bis er 2008 zum Nachfolger des altershalber nicht wieder antretenden Gerd Gerber als Oberbürgermeister von Weingarten gewählt wurde. Dabei konnte er sich bereits im ersten Wahlgang mit 54,9 % der Stimmen als parteiloser Bewerber gegen Kandidaten der CDU und SPD durchsetzen. 2016 wurde er mit 73,5 % der abgegebenen Stimmen für weitere acht Jahre wiedergewählt.
2010 ging Ewald mit seinem langjährigen Lebensgefährten eine eingetragene Lebenspartnerschaft ein.
Bei einem Verkehrsunfall am 14. Dezember 2018 auf der Bundesstraße 30 nahe Achstetten wurde Ewald als Beifahrer eines Autos schwer verletzt. Während seines Aufenthalts in einer Rehaklinik im April 2019 teilte er der Öffentlichkeit mit, dass er voraussichtlich dauerhaft auf einen Rollstuhl angewiesen sein werde. Im November 2019 nahm er seine Arbeit als Oberbürgermeister wieder auf. Am 26. Januar 2022 trat er von seinem Amt als Oberbürgermeister zurück. Als Grund nannte er den dringenden ärztlichen Rat im Zuge der gesundheitlichen Folgen des Autounfalls. Im Amt des Oberbürgermeisters von Weingarten folgte ihm Clemens Moll nach.